# Смерть Артура

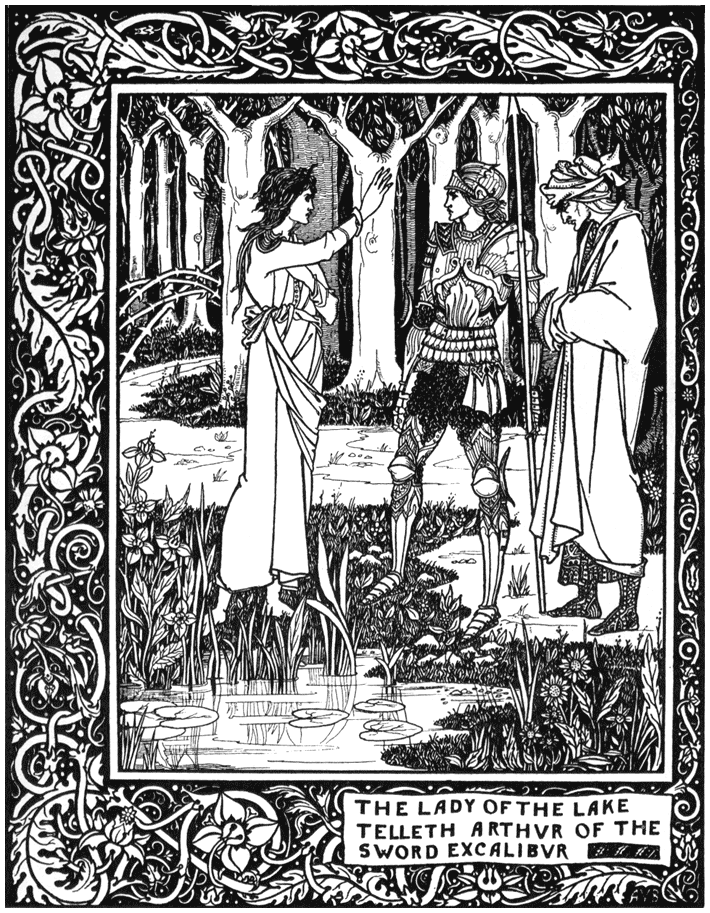
Пані Озера розповідає Артуру як дістати Ескалібур з озера. Обрі Бердслі. З циклу ілюстрацій до «Смерті Артура».

«Смерть Артура» (Le Morte d'Arthur) — твір артурівського циклу, зібрання лицарських романів, складених у другій третині XV століття Томасом Мелорі.

## Зміст
- Книга перша (Кекстон I—IV) — Від одруження короля Утера до короля Артура (який царював після нього і провів багато битв)
- Книга друга (Кекстон V) — Славна повість про короля Артура та Луція[en], імператора Риму
- Книга третя (Кекстон VI) — Славна повість про сера Ланселота (Озерного)
- Книга четверта (Кекстон VII) — Повість про сера Гарета Оркнейського
- Книга п'ята (Кекстон VIII—XII) — Книга про сера Трістрама Лайонеського
- Книга шоста (Кекстон XIII—XVII) — Славна повість про Святий Грааль
- Книга сьома (Кекстон XVIII—XIX) — Сер Ланселот і королева Ґвіневера
- Книга восьма (Кекстон XX—XXI) — Смерть Артура